# Ben Hebard Fuller
Ben Hebard Fuller, ameriški general marincev, * 27. februar 1870, Big Rapids, Michigan, ZDA, † 8. junij 1937, Washington, D.C.. 

## Življenjepis
23. maja 1885 ga je domača država Michigan poslala na Pomorsko akademijo ZDA. Po diplomiranju je bil premeščen v Korpus mornariške pehote Združenih držav Amerike in imenovan za poročnika 1. julija 1891. On in šest drugih častnikov iz njegove generacije so se udeležili prvega tečaja za marinske častnike na novoustanovljeni Vstopni šoli KMP ZDA, predhodnice današnje The Basic School. 
Udeležil se je bitke za Novaleto (Filipini, 8. oktober 1899) in bitke za Tientsin (Kitajska, 18. julij 1900).
Od 1904 do 1906 je služil na pomorski postaji Honolulu (Havaji). Junija in julija 1908 je bil poslan z ekspedicijsko silo v Panamo, kjer je od avgusta istega leta do januarja 1910 poveljeval marinskemu bataljonu v Camp Elliot (Panama). Od marca do junija 1911 je bil poveljnik 3. marinskega polka (Camp Meyer, Guantanamo Bay, Kuba).
Od 1911 do 1915 je poveljeval različnim postojankam in bazam v ZDA; v tem času je tudi končal tečaj za častnike vojnih enot na Vojaških službenih šolah (Fort Leavenworth, Kansas) in tečaj na Vojnem kolidžu KOV ZDA (Washington, D.C.). Od januarja 1915 do junija 1916 je bil flotni marinski častnik pri atlantski floti; nakar je bil poslan na Pomorski vojni kolidž (Newport, Rhode Island), ki ga je uspešno končal.
Avgusta 1918 je bil imenovan za poveljnika 2. marinske brigade v Dominikanski republiki, kjer je ostal do oktobra 1920. Od decembra 1919 do oktobra 1920 je bil tudi »Sekretar države, notranjih zadev, policije, vojne in mornarice« v štabu vojaškega guvernerja Santa Dominge. 
Od novembra 1920 do julija 1922 je bil v štabu Pomorskega vojnega kolidža; od julija 1922 do januarja 1923 je poveljeval Šolam KMP ZDA (Quantico, Virginija). Januarja 1924 je prevzel poveljstvo 1. marinske brigade (Port-au-Prince, Haiti), kjer je ostal do 8. decembra 1924.
Po vrnitvi v ZDA, je bil dodeljen HQMC kot predsednik marinskega preiskovalnega in upokojitvenega odbora; to mesto je zasedal do julija 1928, nato je bil imenovan za pomočnika komandanta. Po smrti komandanta Nevilleja je bil 9. julija 1930 povišan v generalmajorja in imenovan za komandanta Korpusa mornariške pehote Združenih držav Amerike. 1. marca 1934 se je upokojil, ko je dosegel starost obvezne upokojitve.
Umrl je 8. junija 1937 v Pomorski bolnišnici ZDA (Washington D.C.) in bil pokopan 11. junija na pokopališču Pomorske akademije ZDA zraven groba svojega sina, stotnika Edwarda C. Fullerja, ki je kot pripadnik 6. marinskega polka padel med prvo svetovno vojno pri Belleau Woodu.

## Odlikovanja
- Medal of Military Merit of Santo Domingo;
- Presidential Medal of Merit of Nicaragua;
- Spanish Campaign Medal;
- Philippines Campaign Medal;
- China Campaign Medal;
- Victory Medal;
- Second Nicaraguan Campaign Medal;
- Marine Corps Expeditionary Medal.

## Napredovanja
- 1. julij 1891 - poročnik
- 16. marec 1893 - nadporočnik
- 3. marec 1899 - stotnik
- 27. december 1903 - major
- 3. februar 1911 - podpolkovnik
- 29. avgust 1916 - polkovnik
- 1. julij 1918 - nazivni brigadni general
- 8. februar 1924 - brigadni general
- 7. avgust 1930 - generalmajor